# 15e régiment de tirailleurs de la Garde impériale
Le 15e tirailleurs de la garde est un régiment français des guerres napoléoniennes. Il fait partie de la Jeune Garde.

## Historique du régiment
- 1814 - Créé et nommé 15e régiment de tirailleurs de la Garde impériale,
- 1814 - Dissout.

## Chef de corps
- 1814 : François-Marie-Joseph Lavigne

## Batailles
- 1814 : Campagne de France